# Палицци
Палицци (итал. Palizzi) — коммуна в Италии, располагается в регионе Калабрия, подчиняется административному центру Реджо-Калабрия.
Население составляет 2713 человек, плотность населения составляет 52 чел./км². Занимает площадь 52,26 км². Почтовый индекс — 89030. Телефонный код — 0965.
Палицци является одной из девяти грекоязычных коммун, составляющих Калабрийскую Грецию (см. Бовесиа)
Покровительницей коммуны почитается святая Анна, празднование 26 июля.
На территории коммуны расположена самая южная точка Калабрии (и континентальной Италии).